# Martian Invasion
Martian Invasion is, volgens de originele uitzending, de 24e aflevering van Thunderbirds, de Supermarionationtelevisieserie van Gerry Anderson. De aflevering werd voor het eerst uitgezonden op ATV Midlands op 17 maart 1966.
De aflevering was echter de 10e die geproduceerd werd. Derhalve wordt de aflevering tegenwoordig vaak als 10e aflevering in de serie uitgezonden.

## Verhaal
Een vliegende schotel staat ergens in de Nevada-woestijn. Twee politieagenten, Slim en Maguire, rijden met hun auto naar de plek van de ufo, en stappen uit om het ding nader te bekijken. De twee komen echter oog in oog te staan met twee mensachtige groene wezens, die met een soort laser hun auto opblazen. De agenten verschuilen zich in een grot, maar de aliens schieten met een kanon een gasbom de grot in.
Dan zoomt het beeld uit en blijkt het allemaal slechts een scène van een sciencefictionfilm te zijn. Regisseur Goldheimer heeft een gesprek met twee producers, Bletcher en Stutt. Stutt heeft Goldheimer 4 miljoen dollar betaald om deze film te maken, hoewel Goldheimers vorige vier films flopten. Wanneer Bletcher en Goldheimer de kamer verlaten, blijkt dat Stutt in werkelijkheid The Hood is. Terug in zijn tempel heeft Hood een gesprek met een mysterieus figuur, waarvan de kijker enkel het silhouet ziet. Ze onderhandelen over de prijs voor een film waarop International Rescue in actie te zien is. Het blijkt dat de hele sciencefictionfilm door Hood is opgezet om de Thunderbirdmachines te kunnen filmen.
Hood hypnotiseert Kyrano en beveelt hem de cameradetector van Thunderbird 1 uit te schakelen zodat Hood eindelijk eens ongestoord zijn gang kan gaan. Later die dag bezoekt Kyrano Tin-Tin, die in Thunderbird 1 aan het werk is. Tin-Tin legt hem uit wat enkele van de systemen zijn, waaronder de cameradetector.
Op de filmset staat alles klaar voor de volgende scène. Goldheimer heeft eerst nog een laatste gesprek met Bletcher en Stutt (Hood). Stutt wilde per se dat een camera boven op de berg zou worden geplaatst om de hele filmset te overzien. Ook staat Hood erop dat een bepaalde scène het eerst wordt gefilmd. De acteurs die de agenten spelen nemen hun plaats in en een medewerker vult de grot met rook. De scène houdt in dat de agenten weigeren zich over te geven, waarna de aliens de grot opblazen. De explosie voor dit opblazen van de grot is echter een stuk sterker dan zou moeten (Hood had de explosieven fors laten opvoeren), en de ingang van de grot stort echt in. De grot is nu afgesloten, en stroomt langzaam vol met water.
De filmcrew kan geen oplossing vinden om de acteurs te bevrijden, dus roept Goldheimer International Rescue op. Scott en Virgil vertrekken met Thunderbird 1 en 2. Wanneer ze aankomen, merkt niemand dat Hood de hele redding filmt met de camera op de top van de berg. Scott merkt ook niets daar de cameradetector uit staat. Wanneer Thunderbird 2 landt, laadt Virgil de Excavator uit en begint het puin voor de grot weg te halen. Vervolgens boort hij een gat waarlangs het water naar buiten stroomt. De acteurs laten zich met de stroom meedrijven en belanden zo buiten de grot.
Hood filmt nog even het vertrek van Thunderbird 2. Scott ziet Goldheimer echter foto’s maken van Thunderbird 1 en beseft dat er iets mis is met de cameradetector. Scott laat Goldheimer de film terugspoelen en alles tonen wat reeds gefilmd is. Derhalve komt hij erachter dat de hele redding van zojuist op film staat. Hood gaat er snel vandoor met de film en Scott zet de achtervolging in met Thunderbird 1. Helaas is de film niet magnetisch, dus kan Scott hem niet wissen zoals hij dat eerder deed in Terror in New York City. Ondertussen informeert Hood zijn opdrachtgever, Generaal X, dat de missie succesvol is. Hood merkt Thunderbird 1 op, en rijdt snel een tunnel in. Terwijl Scott naar de andere kant van de tunnel gaat, roept hij Virgil op om met Thunderbird 2 deze kant van de grot te bewaken.
Virgil ziet Hood de tunnel weer verlaten, en vuurt enkele raketten af die een gat in de weg maken. Hood kan niet verder met zijn jeep, en vlucht te voet een bosje naast de weg in. Aan de andere kant is een vliegveld. Hood steelt een oud vliegtuig en vertrekt. Helaas beseft hij te laat dat het vliegtuig in reparatie was en niet geschikt is om te vliegen. Bij zijn poging te landen naast het huis van generaal X, crasht Hood met vliegtuig en al in het huis. De film kan die klap niet overleefd hebben en Scott en Virgil vertrekken weer.
Terug op de filmset wordt het instorten van de grot opnieuw gefilmd, en nu wel goed. Virgil en Scott vragen zich af of de man die ze vandaag achtervolgden wellicht dezelfde is die al vaker achter hun geheimen aanzat.

## Rolverdeling

### Reguliere stemacteurs
- Jeff Tracy — Peter Dyneley
- Scott Tracy — Shane Rimmer
- Virgil Tracy — David Holliday
- Gordon Tracy – David Graham
- Alan Tracy — Matt Zimmerman
- John Tracy — Ray Barrett
- Tin-Tin — Christine Finn
- Kyrano — David Graham
- The Hood — Ray Barrett

### Gastrollen
- Goldheimer – Ray Barrett
- Bletcher – David Graham
- Generaal X - Matt Zimmerman
- Maguire - David Graham
- Slim - Matt Zimmerman
- Martian Pete - Peter Dyneley
- Martian Ray - Ray Barrett
- Director of Photography - Shane Rimmer
- Productiemanager - David Graham
- Make-upassistente - Sylvia Anderson
- Brian - Ray Barrett

## Machines
De machines en voertuigen in deze aflevering zijn:
- Thunderbird 1
- Thunderbird 2 (met capsule 5)
- Thunderbird 5
- Excavator
- Hoverbikes

## Fouten
- Virgil neemt capsule 5 mee, maar wanneer de grot opengaat en hij Thunderbird 2 naar buiten rijdt, staat capsule 2 aan Thunderbird 2’s rechterkant in plaats van capsule 4.
- Wanneer Scott begint te landen heeft Thunderbird 1 wielen aan zijn landingsgestel, maar na de landing opeens landings-poten.

## Trivia
- Deze aflevering werd omgezet tot strip door Alan Fennell en Keith Page voor Thunderbirds: The Comic 24-26 in 1992.
- Hood gebruikt in deze aflevering de codenaam “Agent 79”.